# 阿馬達 (密歇根州)
阿馬達（英語：Armada）是位於美國密歇根州馬科姆縣阿馬達鎮區的一個村。

## 人口
根據2020年美國人口普查的數據，阿馬達的面積為1.91平方千米，當中陸地面積為1.91平方千米，而水域面積為0.00平方千米。當地共有人口1684人，而人口密度為每平方千米881人。